# Maatia Toafa

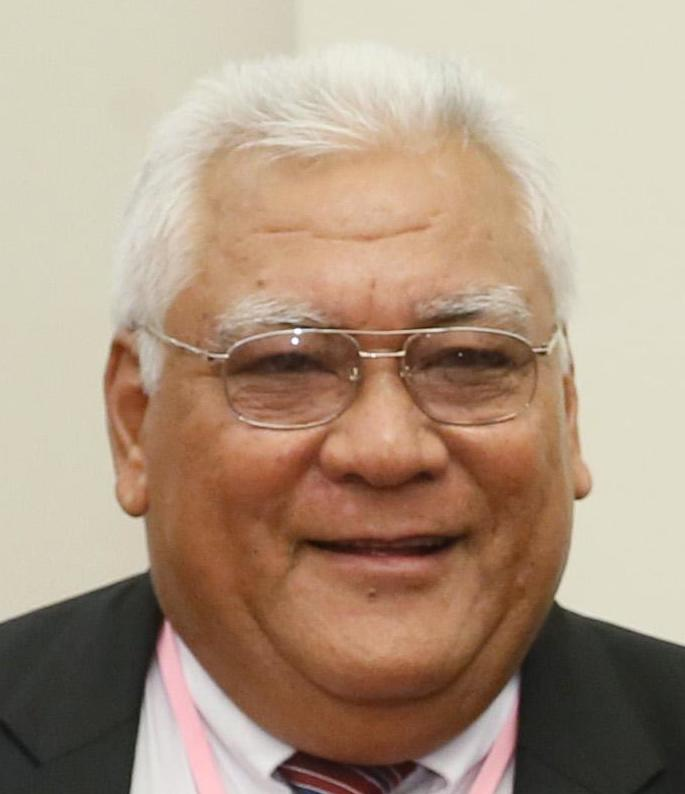
Maatia Toafa

Maatia Toafa (1954) was minister-president van Tuvalu van 2004 tot 2006 en in 2010. Zoals elke minister-president op Tuvalu is hij ook de minister van Buitenlandse Zaken.
Op 27 augustus 2004 werd hij interim minister-president, na het aftreden van Saufatu Sopoanga. Sopoanga trad af na een motie van wantrouwen van het parlement. Op 11 oktober 2004, na de verkiezingen, werd Toafa's minister-presidentschap door het parlement bevestigd.
Bij verkiezingen op 3 augustus 2006 verloren alle ministers van zijn kabinet behalve Toafa zelf hun zetel in het parlement. Op 14 augustus werd hij opgevolgd door Apisai Ielemia.
In 29 september 2010 werd Toafa opnieuw premier, maar enkele maanden later, op 24 december, werd hij na een motie van wantrouwen opgevolgd door Willy Telavi.
Maatia is de vader van Tioti Maati Toafa, die al zes wedstrijden speelde voor het Tuvaluaans zaalvoetbalteam. Allebei zijn ze van Nanumea afkomstig 

Toaripi Lauti · Tomasi Puapua · Bikenibeu Paeniu · Kamuta Latasi · Ionatana Ionatana · Lagitupu Tuilimu · Faimalaga Luka · Koloa Talake · Saufatu Sopoanga · Maatia Toafa · Apisai Ielemia · Maatia Toafa · Willy Telavi · Enele Sopoaga · Kausea Natano · Feleti Teo